# Gasolina... ¡la ruina!
Gasolina...¡La ruina! es una historieta del autor de cómics español Francisco Ibáñez, perteneciente a su serie Mortadelo y Filemón y publicada originariamente en 2008.

## Trayectoria editorial
Publicada en 2008 en formato álbum como número 124 de Magos del Humor y más tarde como nº 183 de la Colección Olé.

## Sinopsis
El precio de la gasolina se está poniendo por las nubes. Tanto es así que se sospecha que el crimen organizado ha creado una red dedicada a robar todo tipo de combustibles, tanto a particulares como en gasolineras. 
Mortadelo y Filemón son encargados por el Superintendente Vicente para tratar de descubrir a los autores de los robos, lo que les llevará a investigar incluso en refinerías.
Con semejante ayuda... ¡Ya podemos ir comprándonos bicicletas! 